# بولبول
مرتضی رضااوغلو محمدوف (به ترکی آذربایجانی: Murtuza Məşədi Rza oğlu Məmmədov)، مشهور به بُلبُل یا بولبول (به ترکی آذربایجانی: Bülbül) (‏۲۲ ژوئیه ۱۸۹۷، خانباغی - ۲۶ دسامبر ۱۹۶۱) یکی از خوانندگان معروف تنور اپرا آذربایجانی بود.

## زندگی
وی در ۲۲ ژوئن سال ۱۸۹۷، در خانبلاغی قاراباق]] چشم به دنیا گشوده است. وی در سال ۱۹۰۷، در «ملاخانه» شهر شوشی شروع به تحصیل دانش موسیقی نموده‌است. بلبل در سال ۱۹۰۹ به شهر گنجه آذربایجان منتقل شده و آنجا یواش یواش آغاز به شهرت یافتن نموده‌است. در سال ۱۹۱۱، از وی برای آوازخوانی در ساختمان تابستانی در تفلیس که رخدادهای اجتماعی در آن برگزار می شد، به آن شهر دعوت کردند. وی در تفلیس با یکی از آوازخوانان پرآوازه گرجستانی آشنا شد.
این خواننده شهیر آذربایجانی از سال ۱۹۱۶ روی صحنه رفت. وی از سال ۱۹۲۰ تکخوان آکادمی ملی اپرا و تئاتر باله آذربایجان شده‌است. در اولین سالهای فعالیت خود، در اپراهای لیلی و مجنون (ابن سلام) ، «اصلی و کرم» (کرم) عزیر حاجی‌بیگف، «عاشیق غریب» (غریب) «ز.حاجی بیگف» ایفای نقش کرده‌است. 
وی در سال ۱۹۲۷ در کنسرواتوار باکو فارغ‌التحصیل شده‌است. سپس با تأمین هزینه از سوی دولت برای ادامه تحصیلش راه سپار شهر میلان کشور ایتالیا شده‌است. در سال ۱۹۳۱ در کنسرواتوار میلان فارغ‌التحصیل شده و به آذربایجان بازگشته است و در آکادمی موسیقی باکو شروع به امور تدریس نموده‌است. در سال ۱۹۳۱ به ابتکار وی، اتاق علمی- پژوهشی ویژه تحقیق موسیقی سنتی آذربایجانی تحت آکادمی موسیقی باکو راه اندازی گردیده است. ولی از سال ۱۹۴۵ دانشکدهٔ هنر آکادمی علوم آذربایجان مسائل تحقیق و تدقیق موسیقی سنتی آذربایجانی را عهده‌دار شد. 

## جوایز
در سال ۱۹۲۸، وی نام افتخاری هنرمند مردمی شوروی را دریافت نموده‌است. درد سال ۱۹۴۰، پروفسور شده و در سال ۱۹۵۰ نیز جایزه دولتی شوروی به وی اهدا گردیده است.
وی نماینده شورای عالی اتحاد جماهیر سوسیالیستی شوروی بوده و نیز حائز نشان‌هایی همچون نشان لنین، «نشان پرچم سرخ کار» و نشان «علامت شرف» شوروی و همچنین نشان «گرابالدی» کشور ایتالیا و مدالهای زیادی بوده‌است.

## مرگ
بلبل در ۲۶ سپتامبر سال ۱۹۶۱ در شهر باکو چشم از جهان فرو بسته و در باغ مفاخر یکم به خاک سپرده شده‌است.

## ایفای نقش در اپرا
- کوراوغلی (کوراوغلی، ا. حاجی‌بیف)
- عسگر (آرشین مال آلان، ا. حاجی‌بیف)
- غریب (شاه‌صنم، ر.م. قلیر)
- نظامی (نظامی، ا. بدلبیلی)
- فرهاد (خسرو و شیرین، نظامی)
- اصلان (وطن، ق. قارایف)
- سارو (آنوس آ. تیقرانیان)